# 리라 (가수)
리라(본명: 김재원, 1996년 1월 25일 ~ )는 대한민국의 가수이다. 2009년 1집 앨범 [빵터졌어요]로 데뷔했다.

## 방송
- 히든싱어 1 (2013) - 장윤정 편 4위